# Цьвіклінек
Цьвіклінек (пол. Ćwiklinek) — село в Польщі, у гміні Плонськ Плонського повіту Мазовецького воєводства.
Населення — 187 осіб (2011).

## Демографія
Демографічна структура станом на 31 березня 2011 року:
|          | Загалом | Допрацездатний вік | Працездатний вік | Постпрацездатний вік |
| -------- | ------- | ------------------ | ---------------- | -------------------- |
| Чоловіки | 92      | 10                 | 71               | 11                   |
| Жінки    | 95      | 14                 | 61               | 20                   |
| Разом    | 187     | 24                 | 132              | 31                   |